# Demetri Terzopoulos
Demetri Terzopoulos FRS, FRSC (Pyrgos in Grecia, 1956) è un informatico greco con cittadinanza statunitense naturalizzato canadese, è Distinguished Professor e Chancellor's Professor of Computer Science presso la Henry Samueli School of Engineering and Applied Science dell'Università della California, Los Angeles, dove dirige il Laboratorio dell'UCLA di Computer Graphics & Vision..

## Formazione
Terzopoulos ha studiato alla McGill University dove ha conseguito una laurea con lode in Ingegneria nel 1978 e un Master in Ingegneria nel 1980, entrambi in elettrotecnica. Ha proseguito gli studi presso il Massachusetts Institute of Technology, dove ha conseguito un dottorato di ricerca in intelligenza artificiale nel 1984 per la ricerca sul calcolo delle rappresentazioni della superficie visibile, assistito da Shimon Ullman e Mike Brady.

## Carriera e ricerca
Dopo il dottorato Terzopoulos è stato ricercatore presso il MIT Computer Science and Artificial Intelligence Laboratory (CSAIL), un responsabile del programma presso i centri di ricerca Schlumberger in California e Texas, professore di informatica e professore di ingegneria elettrica e informatica all'Università di Toronto e Professore di Informatica e Matematica presso il Courant Institute of Mathematical Sciences della università di New York, dove ha tenuto una cattedra Lucy e Henry Moses Endowed in Science. Si è poi trasferito all'UCLA, dove è Chancellor's Professor of Computer Science dal 2005 e Distinguished Professor dal 2012.
Terzopoulos ha anche ricoperto posizioni aggiuntive, professore Invitato, consulenza e part-time presso Schlumberger, IBM, Digital Equipment Corporation, Intel, Bell-Northern Research, National Research Council of Canada, University of Ontario Institute of Technology e Università di Parigi-Dauphine.
Gli interessi di ricerca di Terzopoulos sono in computer grafica, computer vision, diagnostica per immagini, computer-aided design, intelligenza e vita artificiale.
Terzopoulos ha fatto parte dei comitati consultivi e di revisione presso DARPA (Stati Uniti), la National Science Foundation (Stati Uniti), il National Institutes of Health (Stati Uniti), le Accademie Nazionali, il Consiglio di ricerca in scienze naturali e ingegneria (Canada) e l'Istituto Max Planck per l'informatica (Germania).

### Premi e riconoscimenti
Terzopoulos ha ricevuto una Guggenheim Fellowship nel 2009. È o è stato ACM Fellow, Fellow dell'Institute of Electrical and Electronics Engineers (IEEE), Fellow of the Royal Society (FRS), Fellow of the Royal Society of Canada (FRSC) e membro del Canadian Institute for Advanced Research (CIFAR) e membro dell'Accademia europea delle scienze, della New York Academy of Sciences e Sigma Xi. Terzopoulos è stato eletto Fellow of the Royal Society (FRS) nel 2014. Il suo certificato di elezione e candidatura recita:
Nel 2020 la IEEE Computer Society ha assegnato a Terzopoulos il Computer Pioneer Award "per un ruolo di primo piano nello sviluppo di visione artificiale, computer grafica e diagnostica per immagini, attraverso una ricerca pionieristica che ha contribuito a unificare questi campi e ha avuto un impatto sulle discipline correlate all'interno e al di là dell'informatica".
Nel 2013 alla International Conference on Computer Vision (ICCV), Terzopoulos ha ricevuto il Premio Helmholtz per il suo lavoro all'ICCV del 1987, con Kass e Witkin, sui modelli di contorno attivi.
Nel 2007, alla Conferenza internazionale sulla visione artificiale (ICCV), Terzopoulos ha ricevuto il premio inaugurale IEEE PAMI Computer Vision Distinguished Researcher Award per "ricerca pionieristica e sostenuta su modelli deformabili e loro applicazioni".
Nel 2006, al 78º Premio Oscar, Terzopoulos ha vinto un Premio Oscar per le Conquiste Tecniche dell'Academy of Motion Picture Arts and Sciences con John Platt per "il loro lavoro pionieristico in tecniche fisiche generate al computer utilizzate per simulare tessuti realistici in film."